# Аюпов, Мансур Анварович
Мансу́р Анва́рович Аю́пов (баш. Әйүпов Мансур Әнүәр улы; род. 8 июля 1947, Исмагилово, Башкирская АССР) — политолог, член-корреспондент АН РБ, вице-президент Академии наук Республики Башкортостан, член президиума Академии Наук РБ, кандидат философских наук, доктор политических наук, профессор; ректор Башкирской академии государственной службы и управления при Президенте РБ (1998—2003, 2007—2011).

## Биография
Мансур Анварович Аюпов родился 8 июля 1947 года в деревне Исмагилово Давлекановского района Башкирской АССР.
В 1973 году окончил Башкирский государственный университет (филолог, преподаватель башкирского языка и литературы), в 1978 — Академию общественных наук при ЦК КПСС.
В 1979—1986 гг. заведовал сектором печати, телевидения и радио, являлся заместителем заведующего отделом пропаганды и агитации обкома КПСС, в 1986—1990 — главный редактор республиканской газеты «Совет Башҡортостаны».
Депутат Верховного Совета Башкирской АССР 11‑го созыва.
В 1990—1994 годы — заместитель Председателя Совета Министров Башкирской ССР, премьер-министра Республики Башкортостан (с 1992); в 1994—1998 — Государственный секретарь Республики Башкортостан.
В 1998—2003 годы — ректор Башкирской академии государственной службы и управления при Президенте Республики Башкортостан.
В 2003—2007 годы являлся депутатом Государственной Думы Федерального Собрания РФ IV созыва, был заместителем Председателя Комитета Государственной Думы РФ по делам национальностей. Одновременно в 2002—2007 годы — секретарь Политсовета башкирского регионального отделения партии «Единая Россия».
В 2007—2011 годы — ректор Башкирской академии государственной службы и управления при Президенте Республики Башкортостан, в 2011—2016 — вице-президент Академии наук Республики Башкортостан.

## Научная деятельность
Является автором более 80 научных публикаций, включая монографии и учебно-методические пособия по проблемам формирования и функционирования региональной политической власти и политических институтов в условиях политико-трансформационных процессов и обновления российского федерализма.

## Звания и награды
- Заслуженный работник культуры Республики Башкортостан.
- Почётная грамота Республики Башкортостан.
- орден «За заслуги перед Республикой Башкортостан» (2012)[1].